# Мирослав Цолић
Мирослав Цолић (1972) је српски писац стручне литературе и монографија из области образовања, педагогије и филмске уметности.
Живи и ради у Београду. Његова породица је пореклом из власинског краја.
Докторирао је 2016. године на Факултету драмских уметности Универзитета уметности у Београду, са дисертацијом Програмско-продукцијско моделовање образовног програма телевизије Београд у периоду од 1964. до 1980. године , као парадигма друштвено оправдане и медијски успешне едукације, код професорке др Мирјане Николић.

## Дела
- Амерички слон (2010, Институт за упоредно право)[1]
- Ка критичкој револуционарној педагогији - научна монографија (2021, Дом културе Студентски град)[2][3]
- Образовање и савремено друштво (2022, Дом културе Студентски град)[4]